# Cheena
Cheena（チーナ、1997年7月7日 - ）は、日本のハッカーである。

## 経歴
中学3年生の時、ダークウェブの存在を知り、Onionちゃんねるなどを閲覧するようになる。15歳の時、エドワード・スノーデンがPRISMの存在を告発したことに感銘・影響を受ける。
2015年5月、出版社のウェブサイトにマルウェアを仕掛けるため、サーバーに不正アクセスをした容疑で警視庁に逮捕される。
2017年5月、漫画村の存在を知り、サーバーの所在地を調査。WHOISなどの情報を元に運営者を特定し、情報を警察に提供する。これをきっかけにフリーランスのハッカーとして活動を開始。
2018年1月に暗号通貨取引所のCoincheckがクラッキングされ、同サービスが保持する暗号通貨が流出した事件では、ブロックチェーンを追跡し、犯人が送金時にブロックチェーンに書き込んだメッセージを一覧表示するプログラムを開発した。
2018年からは個人事業主としてウェブ開発、脅威インテリジェンス、海賊版対策などの仕事を請け負っている。

## 人物
- 特定を避けるため、住居を定期的に変更している[6]。
- Twitterにアクセスする際は必ずTorを使用している[6]。